# Pedro Vélez
José Pedro Antonio Vélez de Zúñiga (28 tháng 7 năm 1787 - 5 tháng 8 năm 1848) là một chính trị gia và luật sư Mexico. Ông cũng là người đứng đầu Hội đồng Hành pháp của Mexico (còn gọi là Executive Triumvirate) năm 1829.

## Tiểu sử
Vélez sinh ra trong một gia đình khá giả. Ông học tại Zacatecas và thành phố Mexico, trở thành một luật sư.
Anh ta nắm giữ vị trí của bộ trưởng tư pháp và bộ trưởng các vấn đề tôn giáo. Ông cũng trở thành lãnh đạo của Tòa án tối cao (tiếp theo Miguel Domínguez) trong thời gian làm tổng thống của Vicente Guerrero. Guerrero tạm thời rời ghế tổng thống tới José María Bocanegra năm 1829 để chống lại cuộc nổi loạn ở Jalapa, Veracruz, nhưng Bocanegra đã bị lật đổ trong vòng một tuần. Hội đồng Chính phủ đã ban hành một Cơ quan Quản lý Cao cấp để tạm thời nắm giữ chức vụ Tổng thống. Là chủ tịch của Tòa án Tối cao, Vélez được đề cử để lãnh đạo bộ ba này, gồm cả Tướng Luis de Quintanar và nhà sử học Lucas Alamán, lãnh đạo cuộc nổi dậy chống lại Bocanegra. Quintanar là người ủng hộ mạnh mẽ cho Anastasio Bustamante, lãnh đạo của Kế hoạch Jalapa chống lại Guerrero và cựu phó tổng thống Guerrero.